# Mesochorus melanothorax
Mesochorus melanothorax là một loài tò vò trong họ Ichneumonidae.